# Pädaste
Pädaste, tyska: Peddast, är en by på ön Moon (Muhu) i Estland, med 64 invånare i januari 2020.

## Historia
Byn Pädaste är främst känd för sin herrgård, som idag är det enda av öns historiska gods där herrgården fortfarande finns bevarad. Ursprungligen var Pädaste ett riddargods som förlänades av den danske kungen Fredrik II till Johann von Knorring 1566, och därefter gick i arv inom adelssläkten von Knorring. Ett äldre estniskspråkigt namn på byn, Norra, tros syfta på det Knorringska godset. Med tiden byggdes en omfattande jordbruksverksamhet upp. 1768 övergick godset i släkten von Aderkas ägo och därefter i tur och ordning släkterna von Buxhoeveden, von Stackelberg och von Bock. Den gamla herrgården var uppförd i trä och stod i perioder tom då ägarna var bosatta på annan plats, men 1875 uppfördes den nuvarande huvudbyggnaden i nygotisk stil. Den siste adlige ägaren var Ernst Johann Bock, innan Estlands självständighet och den påföljande landreformen 1919 då adelsgodsen upplöstes. Under den sovjetiska epoken användes byggnaden bland annat under 1950- och 1960-talet som hem för personer med funktionsnedsättningar. Herrgården renoverades 1996 och blev därefter ett lyxhotell, spa och restaurang.